# بوسيدونية
البوسيدونية (الاسم العلمي: Posidoniaceae) هي فصيلة من النباتات تتبع رتبة المزماريات من طائفة الزنبقانية.

## التصنيف
- نبتة بوسيدون